# Lista de episódios de Mega Med

Logotipo da série

Segue abaixo a lista de episódios da série de televisão americana, Mega Med.

## Resumo
| Temporada | Temporada | Episódios | Exibição original     | Exibição original      | Exibição Em Portugal | Exibição Em Portugal   |
| Temporada | Temporada | Episódios | Estreia               | Final                  | Estreia              | Final                  |
| --------- | --------- | --------- | --------------------- | ---------------------- | -------------------- | ---------------------- |
|           | 1         | 24        | 7 de outubro de 2013  | 15 de setembro de 2014 | 14 de Agosto de 2017 | 14 de Setembro de 2017 |
|           | 2         | 20        | 20 de outubro de 2014 | 9 de setembro de 2015  | 9 de Outubro de 2017 | 10 de Março de 2018    |
|           | Especial  | Especial  | 22 de julho de 2015   | 22 de julho de 2015    | 17 de Março de 2018  | 17 de Março de 2018    |

## Episódios

### 1ª Temporada (2013-14)
| # | Título                                     | Dirigido por     | Escrito por                           | Exibição original       | Código de produção | Audiência (em milhões) |
| --- | ------------------------------------------ | ---------------- | ------------------------------------- | ----------------------- | ------------------ | ---------------------- |
| 1 | "Salvando As Pessoas Que Salvam Pessoas"   | Eric Dean Seaton | Jim Bernstein & Andy Schwartz         | 7 de outubro de 2013    | 101-102            | 4.31                   |
| Kaz e Oliver estão em uma loja de quadrinhos ate Kaz fazer um truque estúpido fazendo ele e Oliver ficarem presos em um disco espacial de plastico. Eles são enviados para o hospital onde eles vêjam um homem que se parece com super-herói, Blue Tornado, e Kaz força Oliver a segui-lo. Eles então descobrem um puzzle secreto e são capazes de concluí-lo, como é o símbolo para o curandeiro de super-heróis e apertam um botão que abre uma porta levando ao Mega Med, um hospital para super-heróis onde eles encontram Alan Diaz, um adolescente irritante e Horace Diaz, um médico no poderoso Med e Skylar tempestade, uma super-heróina adolescente que perdeu seus poderes quando foram roubadas por seu nêmesis, o Aniquilador. Skylar tempestade também é a garota dos sonhos do Oliver e super-herói favorito. Quando eles entram no hospital, eles usam seus conhecimentos de quadrinhos para salvar um super-herói, e Horace considera deixá-los trabalhar no poderoso Med, mesmo se eles são normos. É revelado no final que Wallace e Clyde, co-proprietários da loja de quadrinhos, são supervilões gêmeos que planejam usar Kaz e Oliver para encontrar o Mega Med. Estrelas convidadas: Randy Sklar e Jason Sklar como Wallace e Clyde, Cozi Zuehlsdorff como Jordan, Brett Johnson como Blue Tornado, Carly Hollas como Solar Flare II, Karan Soni como Benny, Jeffrey James Lippold como The Crusher, Carlos Lacámara como Horace Diaz, Angela Martinez como The Newscaster, Augie Isaac como Gus, Jilon VanOver como Tecton, James Ryen como Megahertz |                                            |                  |                                       |                         |                    |                        |
| 2 | "Frighty Med"                              | Eric Dean Seaton | Vincent Brown                         | 14 de outubro de 2013   | 103                | 3.64                   |
| Oliver deve seguir uma peça criando um titulo inspirado em Frankenstein, quando seu pai fica curioso sobre onde ele vai todos os dias depois da escola. Enquanto isso, Kaz e Skylar embarcam em uma missão para descobrir o mistério por trás do desaparecimento do super-herói Cérebro. Estrelas convidadas: Augie Isaac como Gus, Cozi Zuehlsdorff como Jordan, Carlos Lacámara como Horace Diaz, Napoleon Ryan como Brain Matter (humano), Troy Brenna como Brain Matter (monstro) |                                            |                  |                                       |                         |                    |                        |
| 3 | "Eu,Normo"                                 | Eric Dean Seaton | Clayton Sakoda & Ian Weinreich        | 21 de outubro de 2013   | 104                | 3.58                   |
| Kaz pede pra Stephanie para ser seu par no baile de carnaval, mas ela nao quis, então ele diz que ele tem uma namorada chamada Connie Valentine (que ele engana Skylar em ser) assim, ele tenta fazer a Skylar ser seu par na festa. Enquanto isso, Alan tenta provar que tem talento como um médico curando o super-herói Titanio de sua amnésia. Estrelas convidadas: Carlos Lacámara como Horace Diaz, Chris Elwood como Titanio, Augie Isaac como Gus. |                                            |                  |                                       |                         |                    |                        |
| 4 | "Sm’oliver’s Travels"                      | Jon Rosenbaum    | Mark Jordan Legan                     | 28 de outubro de 2013   | 105                | 3.79                   |
| Oliver usa suas habilidades médicas florescentes na escola quando ele executa a cachorrinha da Stephanie, para grande ciume do Kaz. Quando a popularidade vai para sua cabeça, Kaz usa Oliver para tamanho, literalmente, com um raio de encolhimento. Enquanto isso, Horace não pode realizar a cirurgia no Cidadelo, um super-herói enfermo com um exoesqueleto impenetrável de metal. Para realizar a cirurgia, um encolhido Oliver é enviado dentro do corpo do herói para diagnosticar o problema, onde acaba encontrando um vilão de encolhimento. Em outro lugar, Clyde e Wallace tentar encontrar Mega Med e derrotar Horace, colocando um rastreador na mochila do Kaz, mas Gus leva a mochila do Kaz por engano ao ir para o hospital, e os gêmeos inadvertidamente causam popularidade do Gus quando inclinam a cama medicinal como um foguete. Estrelas convidadas: Augie Isaac como Gus, Brooke Sorensen como Stephanie, Randy Sklar e Jason Sklar como Wallace e Clyde, Carlos Lacámara como Horace Diaz, Adam Leadbeater como Micros. |                                            |                  |                                       |                         |                    |                        |
| 5 | "Pranks for Nothing"                       | Jon Rosenbaum    | Clayton Sakoda & Ian Weinreich        | 4 de novembro de 2013   | 106                |                        |
| Quando Kaz e Oliver aprendem que brincadeiras não existe no mundo de sua amiga super-heroina Skylar, eles partiram para lhe ensinar como fazer uma brincadeira. Quando o Grande Defensor junta-se, ele leva longe demais a pregar partidas e causa estragos no hospital, onde acaba sendo mais uma partida por Horace e Skylar. Enquanto isso, Horace Diaz dá Alan a tarefa de tomar conta de filha do Grande Defender que é um metamorfo para que Alan possa obter um relógio. Depois que ela é lançada para a eliminação do lixo por acidente em sua forma de taça, Alan quase arrisca sua vida para salvá-la enquanto o havok está em processo. Após salvá-la, Horace diz Alan que a menina não é filha do Defender o grande, Alan vai embora com raiva. Mas então Horace revela que o Grande Defensor nunca teve filhos, que foi uma brincadeira com o Alan. Estrelas convidadas: Carlos Lacámara como Horace Diaz, Jeffrey James Lippold como The Crusher e Carly Hollas como Solar Flare II |                                            |                  |                                       |                         |                    |                        |
| 6 | "It's Not the End of the World"            | Jon Rosenbaum    | Jim Bernstein & Andy Schwartz         | 11 de novembro de 2013  | 107                | 3.88                   |
| Quando Kaz e Oliver encontram na linha do tempo, um super-herói que tem a capacidade de ver o futuro e primo do Horace, eles descobrem que esse vilão que Demon Crimson quer liberar sao seus irmãos demônios, então ele resolve destruir o mundo. Enquanto isso, Skylar inicia seu primeiro dia de escola como Connie Valentine que acaba não saindo como planejado de Oliver. Estrelas convidadas: Jeffrey James Lippold como The Crusher, Carlos Lacámara como Timeline, Cozi Zuehlsdorff como Jordan e Augie Isaac como Gus |                                            |                  |                                       |                         |                    |                        |
| 7 | "Evil Gus"                                 | Jon Rosenbaum    | Stephen Engel                         | 13 de janeiro de 2014   | 108                | 3.72                   |
| Quando Gus contrai uma estranha doença, Kaz e Oliver bolam um plano para ele entrar em tratamento, quando ele acaba se tornando um vilão devido a vacina. Enquanto isso, Skylar pergunta para Horace se ele pode fingir ser seu pai para conferência de pais e professores, mas Horace assume o papel muito a sério. Estrelas convidadas: Augie Isaac como Gus e Carlos Lacámara como Horace Diaz, Mike O'Hearn como Gray Granite, Lori Alan como Ms. Gleason, Carly Hollas como Solar Flare II e Brett Johnson como Blue Tornado |                                            |                  |                                       |                         |                    |                        |
| 8 | "Alan's Reign of Terror"                   | Sean Lambert     | Stephen Engel & Vincent Brown         | 3 de fevereiro de 2014  | 109                | N/A                    |
| Oliver se sente mal pelo Alan, porque Horace nao acredita muito nele, então ele tem uma conversa com Horace, na tentativa de evitar que Alan se torne um vilão. Ele concorda em deixar o Alan ser responsável por um dia para cuidar do hospital, mas Alan fica malicioso com todo mundo ao redor e os tornam infelizes. Enquanto isso, Kaz e Clyde tem um jogo-off, com a ajuda de Jordan. Kaz perde e é forçado a dar as calças bonitas para Clyde (mantendo um par de calças ainda sob o primeiro par), e ele e Oliver serão banido da loja. Wallace lembra Clyde em particular que eles precisam de Kaz e Oliver para encontrar o Mega Med, para que os dois não sejam proibidos. Estrelas convidadas: Cozi Zuehlsdorff como Jordan, Randy Sklar e Jason Sklar como Wallace e Clyde |                                            |                  |                                       |                         |                    |                        |
| 9 | "So U Think U Can Be a Sidekick"           | Sean Lambert     | Jim Bernstein & Mark Jordan Legan     | 10 de fevereiro de 2014 | 110                | N/A                    |
| Kaz quer ser ajudante do Tecton o super-herói, mas Oliver é escolhido em vez disso. Oliver então faz muitas tarefas horríveis e perigosas por Tecton, enquanto Kaz cede que deveria ser ele. Eles planejam obter Oliver disparado, mas Megahertz vem e seqüestra ele. Kaz e Skylar devem ir em seu socorro. Enquanto isso, indignados com a nomeação do Oliver como ajudante do Tecton, Alan e Benny planejam se tornar uma dupla de super-heróis. No final, Alan torna-se parceiro do Tecton. Estrelas convidadas: Jilon VanOver como Tecton, Karan Soni como Benny, Angela Martinez como The Newscaster e James Ryen como Megahertz. |                                            |                  |                                       |                         |                    |                        |
| 10 | "Lockdown"                                 | Sean Lambert     | Stephen Engel & Vincent Brown         | 24 de fevereiro de 2014 | 111                | N/A                    |
| Estrelas convidadas: Augie Isaac como Gus, Carlos Lacámara como Horace Diaz, Carly Hollas como Solar Flare II e Randy Sklar e Jason Sklar como Wallace e Clyde Estrelas convidadas especiais: Patton Oswalt como Ed |                                            |                  |                                       |                         |                    |                        |
| 11 | "All That Kaz"                             | Sean Lambert     | Mark Jordan Legan & Andy Schwartz     | 10 de março de 2014     | 112                | N/A                    |
| Estrelas convidadas: Carlos Lacámara como Horace Diaz, Mike Bradecich como NeoCortex e Brett Johnson como Blue Tornado |                                            |                  |                                       |                         |                    |                        |
| 12 | "The Friend of My Friend Is My Enemy"      | Rich Correll     | Jim Bernstein & Andy Schwartz         | 24 de março de 2014     | 113                | N/A                    |
| Estrelas convidadas: Jeffrey James Lippold como The Crusher, Chase Austin como Experion, Carly Hollas como Solar Flare II, Randy Sklar e Jason Sklar como Wallace e Clyde, Augie Isaac como Gus |                                            |                  |                                       |                         |                    |                        |
| 13 | "Atomic Blast from the Past"               | Jon Rosenbaum    | Clayton Sakoda & Ian Weinreich        | 31 de março de 2014     | 114                | N/A                    |
| Estrelas convidadas: Carlos Lacámara como Horace Diaz, Bradley Dodds como Captain Atomic, Carly Hollas como Solar Flare II, Augie Isaac como Gus, Brooke Sorensen como Stephanie, Scott Anthony Leet como Black Falcon |                                            |                  |                                       |                         |                    |                        |
| 14 | "Growing Pains"                            | Jon Rosenbaum    | Stephen Engel & Mark Jordan Legan     | 7 de abril de 2014      | 115                | N/A                    |
| Estrelas convidadas: Jeremy Howard como Phillip, Napoleon Ryan como Brain Matter e Carlos Lacámara como Horace Diaz |                                            |                  |                                       |                         |                    |                        |
| 15 | "Night of the Living Nightmare"            | Adam Weissman    | Mark Jordan Legan & Vincent Brown     | 14 de abril de 2014     | 116                | N/A                    |
| Estrelas convidadas: Cozi Zuehlsdorff como Jordan, Carlos Lacámara como Horace Diaz, Jeremy Howard como Phillip, Mike Bradecich como NeoCortex e Randy Sklar e Jason Sklar como Wallace e Clyde |                                            |                  |                                       |                         |                    |                        |
| 16 | "Mighty Mad"                               | Danny J. Boyle   | Stephen Engel & Mark Jordan Legan     | 21 de abril de 2014     | 117                | N/A                    |
| Estrelas convidadas: Brooke Sorensen como Stephanie, Augie Isaac como Gus, Windell D. Middlebrooks como Sr. Patterson/Agent Blaylock e Jeffrey James Lippold como The Crusher |                                            |                  |                                       |                         |                    |                        |
| 17 | "Fantasy League of Heroes"                 | Alfonso Ribeiro  | Clayton Sakoda & Ian Weinreich        | 9 de junho de 2014      | 118                | 0.32                   |
| Estrelas convidadas: Carlos Lacámara como Horace Diaz, Jilon VanOver como Tecton e Jeremy Howard como Philip, Bradley Doods como Captain Atomic e Marcus Gimatti como Sonic Shriek |                                            |                  |                                       |                         |                    |                        |
| 18 | "Copy Kaz"                                 | Alfonso Ribeiro  | Stephen Engel & Vincent Brown         | 16 de junho de 2014     | 119                | 0.31                   |
| Estrelas convidadas: Carlos Lacámara como Horace Diaz e Randy Sklar e Jason Sklar como Wallace e Clyde |                                            |                  |                                       |                         |                    |                        |
| 19 | "Guitar Superhero"                         | Rob Schiller     | Stephen Engel & Mark Jordan Legan     | 23 de junho de 2014     | 120                | 0.47                   |
| Estrelas convidadas: Cozi Zuehlsdorff como Jordan, Augie Isaac como Gus, Chris Elwood como Titanio e Scott Connors como Soul Slayer Estrelas convidadas especiais: Debby Ryan como Jade/Remix |                                            |                  |                                       |                         |                    |                        |
| 20 | "Free Wi-Fi"                               | Jon Rosenbaum    | Jim Bernstein & Andy Schwartz         | 30 de junho de 2014     | 121                | 0.43                   |
| Estrelas convidadas: Karan Soni como Benny, John Griffin como Wi-Fi, Carlos Lacámara como Horace Diaz, Mike Beaver como Optimo e Chris Elwood como Titanio |                                            |                  |                                       |                         |                    |                        |
| 21 | "Two Writers Make a Wrong"                 | Rob Schiller     | Clayton Sakoda & Ian Weinreich        | 7 de julho de 2014      | 122                | 0.45                   |
| Estrelas convidadas: Carlos Lacámara como Horace Diaz, Oliver Muirhead como Ambrose, Ben Giroux como Dark Warrior, Bruno Gunn como Dreadlock e Elisha Yaffe como Bob |                                            |                  |                                       |                         |                    |                        |
| 22 | "Are You Afraid of the Shark?"             | Adam Weissman    | Vincent Brown                         | 18 de julho de 2014     | 123                | N/A                    |
| Estrelas convidadas: Carlos Lacámara como Horace Diaz, Randy Sklar e Jason Sklar como Wallace e Clyde, Augie Isaac como Gus e Noah James Butler como Dawg (humano) |                                            |                  |                                       |                         |                    |                        |
| 23 | "The Pen Is Mighty Med-ier Than the Sword" | Stephen Engel    | Amanda Steinhoff & Sarah Jeanne Terry | 21 de julho de 2014     | 124                | N/A                    |
| Estrelas convidadas: Carlos Lacámara como Horace Diaz, Augie Isaac como Gus e Brooke Sorensen como Stephanie |                                            |                  |                                       |                         |                    |                        |
| 24 | "There's a Storm Coming"                   | N/A              | N/A                                   | 15 de setembro de 2014  | 125 - 126          | N/A                    |
| Estrelas convidadas: Carly Hollas como Solar Flare II, Jeremy Howard como Phillip, Carlos Lacámara como Horace Diaz, Randy Sklar e Jason Sklar como Wallace e Clyde, Augie Isaac como Gus, Jeffrey James Lippold como The Crusher, Chase Austin como Experion, James Ryen como Megahertz e Derek Mears como Catastrophe |                                            |                  |                                       |                         |                    |                        |

### 2ª Temporada (2014–15)
Em 22 de maio de 2014 a série foi renovada para uma segunda temporada, com produção programada para recomeçar em Julho, e vai estrear em Outono de 2014.
| #     | #          | Título                                                                                     | Dirigido por       | Escrito por                                                     | Exibição original                           | Código de produção | Audiência (em milhões) |
| ----- | ---------- | ------------------------------------------------------------------------------------------ | ------------------ | --------------------------------------------------------------- | ------------------------------------------- | ------------------ | ---------------------- |
| 25    | 1–2        | "Como Os Meds Poderosos Caíram " "How the Mighty Med Have Fallen"                          | Rich Correll       | Jim Bernstein & Andy Schwartz                                   | 20 de outubro de 2014 7 de março de 2015    | 201-202            | 0.64                   |
| 26    | 3          | "Covil, Covil" "Lair, Lair"                                                                | Rich Correll       | Mark Jordan Legan & Vincent Brown                               | 24 de outubro de 2014 8 de março de 2015    | 203                | 0.27                   |
| 27    | 4          | "Poderosa Toupeira" "Mighty Mole"                                                          | Rob Schiller       | Clayton Sadoka & Ian Weinreich                                  | 3 de novembro de 2014 14 de março de 2015   | 204                | 0.69                   |
| 28    | 5          | "A Redenção Garra Prank" "The Claw Prank Redemption"                                       | Rob Schiller       | Stephen Engel & Vincent Brown                                   | 10 de novembro de 2014 15 de março de 2015  | 205                | 0.57                   |
| 29    | 6          | "Você Quer Brincar na Lava?" "Do You Want to Build a Lava Man?"                            | Jody Margolin Hahn | Stephen Engel & Mark Jordan Legan                               | 1 de dezembro de 2014 21 de março de 2015   | 206                | 0.59                   |
| 30    | 7          | "Ponta Tempestade" "Storm's End"                                                           | Jody Margolin Hahn | Jim Bernstein & Andy Schwartz                                   | 5 de janeiro de 2015 22 de março de 2015    | 207                | N/A                    |
| 31    | 8          | "Futuro Tenso" "Future Tense"                                                              | Jon Rosenbaum      | Clayton Sakoda & Ian Weinreich                                  | 12 de janeiro de 2015 28 de março de 2015   | 208                | N/A                    |
| 32    | 9          | "Parar de me Incomodar" "Stop Bugging Me"                                                  | Jon Rosenbaum      | Mark Jordan Legan e Vincent Brown                               | 4 de março de 2015 10 de julho de 2015      | 209                | 0.51                   |
| 33    | 10         | "Menos do que Herói " "Less Than Hero"                                                     | Jon Rosenbaum      | Jim Bernstein e Mark Jordan Legan                               | 11 de março de 2015 17 de julho de 2015     | 210                | 0.51                   |
| 34    | 11         | "Oliver Choca os Ovos" "Oliver Hatches the Eggs"                                           | Linda Mendoza      | Stephen Engel e Vincent Brown                                   | 25 de março de 2015 24 de julho de 2015     | 211                | 0.40                   |
| 35    | 12         | "A Spark Voa" "Sparks Fly"                                                                 | Adam Weissman      | Stephen Engel e Andy Schwartz                                   | 1 de abril de 2015 31 de julho de 2015      | 212                | 0.66                   |
| 36    | 13         | "Wallace & Clyde: O Excursão Grande" "Wallace & Clyde: A Grand Day Out"                    | Rich Correll       | Jim Bernstein e Mark Jordan Legan                               | 7 de abril de 2015 16 de outubro de 2015    | 213                | 0.45                   |
| 37    | 14         | "A Chave para ser um Herói" "The Key to Being a Hero"                                      | Adam Weissman      | Stephen Engel e Andy Schwartz                                   | 15 de abril de 2015 9 de outubro de 2015    | 214                | 0.47                   |
| 38    | 15         | "Nova Criança nas Docas" "New Kids Are the Docs"                                           | Stephen Engel      | Kenny Byerly                                                    | 1 de julho de 2015 13 de janeiro de 2016    | 215                | 0.27                   |
| 39    | 16         | "É um Problema de Principal" "It's a Matter of Principal"                                  | Gregory Hobson     | Stephen Engel e Vincent Brown                                   | 8 de julho de 2015 23 de outubro de 2015    | 216                | 0.30                   |
| 40    | 17         | "Vivendo o Sonho Parte 1" "Living the Dream Part 1"                                        | Shannon Flynn      | Jim Bernstein e Andy Schwartz                                   | 15 de julho de 2015 30 de outubro de 2015   | 217                | 0.39                   |
| 41    | 18         | "Agradecimentos para as Unidades de Memória Parte 2" "Thanks for the Memory Drives Part 2" | Rich Correll       | Stephen Engel e Mark Jordan Legan                               | 12 de agosto de 2015 6 de novembro de 2015  | 218                | 0.43                   |
| 42    | 19         | "A sujeira no Kaz & Skylar Parte 3" "The Dirt on Kaz & Skylar Part 3"                      | Linda Mendoza      | Amanda Steinhoff e Sarah Jeanne Terry                           | 19 de agosto de 2015 13 de novembro de 2015 | 219                | 0.56                   |
| 43–44 | 20 (21-22) | "A Mãe de Todos Os Vilões" "The Mother of All Villains"                                    | Rich Correll       | Mark Jordan Legan e Vincent Brown Jim Bernstein e Andy Schwartz | 9 de setembro de 2015 20 de janeiro de 2016 | 221/222            | 0.44                   |

### Especial (2015)
| # | # | Título                                            | Dirigido por | Escrito por                                                  | Exibição original                        | Código de produção | Audiência (em milhões) |
| - | - | ------------------------------------------------- | ------------ | ------------------------------------------------------------ | ---------------------------------------- | ------------------ | ---------------------- |
| 1 | 1 | "Lab Rats vs. Mega Med" "Lab Rats vs. Mighty Med" | Rich Correll | Mark Brazill, Vincent Brown, Clayton Sakoda, e Ian Weinreich | 22 de julho de 2015 6 de janeiro de 2016 | TBA                | 1.07                   |